# Daphnella lymneiformis
Daphnella lymneiformis é uma espécie de gastrópode do gênero Daphnella, pertencente à família Raphitomidae.